# Abbas Mirsa Scharifsade

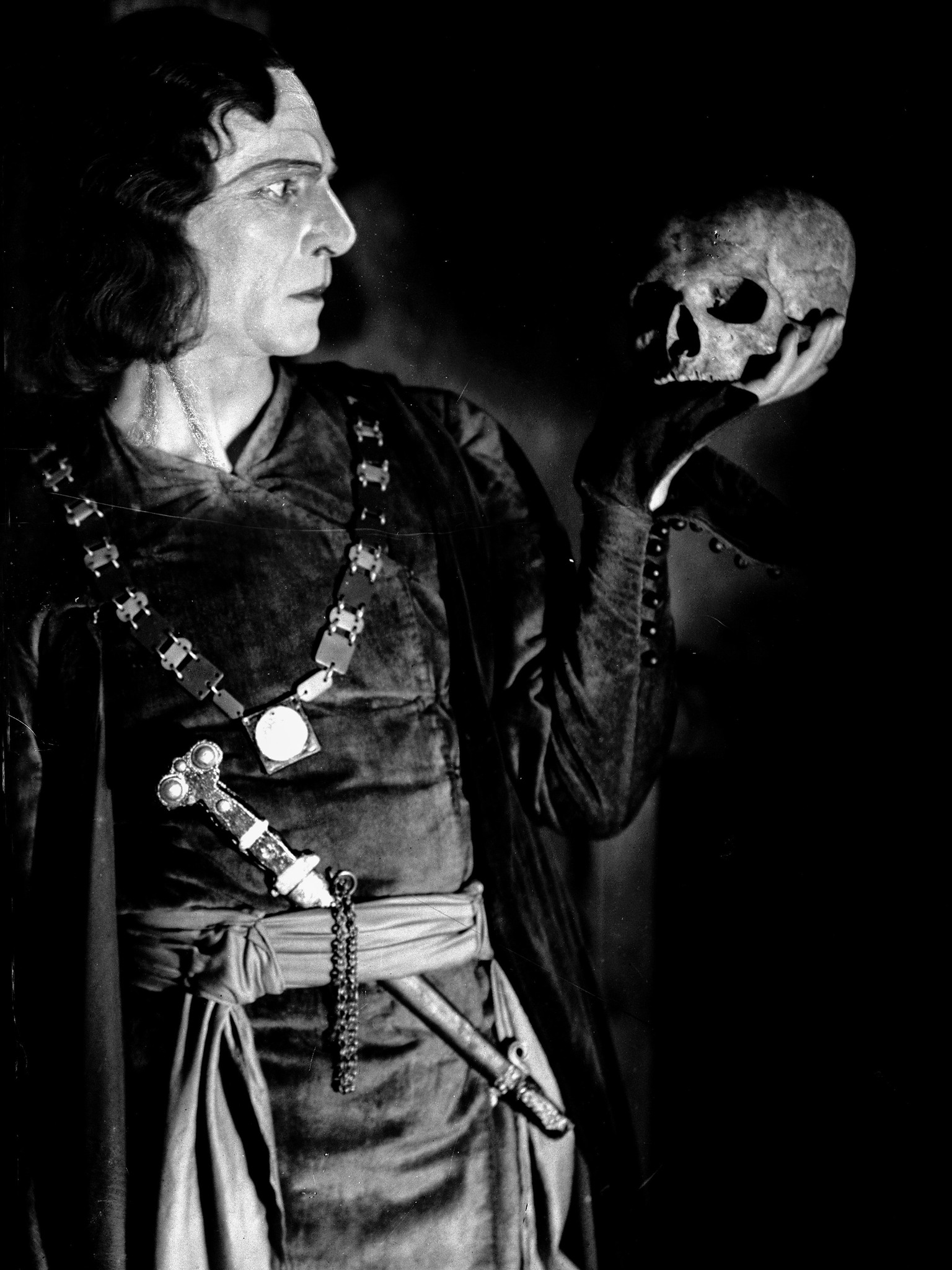
Scharifsade als Hamlet, 1926

Abbas Mirsa Scharifsade oder Abbas Mirza Scharifzadeh (aserbaidschanisch Abbas Mirzə Şərifzadə; * 10. Märzjul. / 22. März 1893greg. in Şamaxı; † 16. November 1938 in Baku) war ein aserbaidschanischer Schauspieler und Regisseur.

## Leben
Scharifsades professionelle Laufbahn begann 1908 als Hauptdarsteller beim Ensemble der Gadschibekow-Brüder. Seit 1920 spielte er am Staatstheater in Baku. Einen großen Einfluss auf sein Schaffen hatte die Arbeit von Hüseyn Ərəblinski.
Scharifsade hatte eine große Anzahl von Rollen in seinem Repertoire, unter anderem die Titelrolle in Hüseyn Cavids Iblis, die Rollen Aidyn, Oktai, El’khan und Eivaz in Cabbarlıs Aidyn, Oktai El’ogly, Die Feuerbraut und Im Jahr 1905 und die Titelrolle in Nərimanovs Nadir Schah. Er spielte auch tragende Rollen in ausländischen Klassikern wie Othello und Macbeth von Shakespeare, Die Räuber von Schiller und Uriel Acosta von Gutzkow.  1926 war er der erste Aserbaidschaner, der Hamlet spielte.
Scharifsade spielte auch in Filmen mit, außerdem war er einer der ersten aserbaidschanischen Regisseure.  Seine Filmkarriere als Schauspieler begann er in Boris Swetlows Knyas Temir-Bulat (1916) und als Regisseur mit Bismillah (1925).
1928 wurde er mit dem Titel Verdienter Künstler der Aserbaidschanischen SSR und 1936 mit dem Titel Volkskünstler der Aserbaidschanischen SSR geehrt.
Zum Ende seines Lebens fiel Scharifsade der Großen Säuberung unter Stalin zum Opfer. Er wurde der Spionage beschuldigt, weil er des Öfteren das iranische Konsulat aufsuchte.
Er war mit Schauspielerin Mərziyyə Davudova verheiratet.